# Bataille de Ruxu (217)
Guerres de la fin de la dynastie Han
La bataille de Ruxu (chinois simplifié : 濡须之战 ; chinois traditionnel : 濡須之戰 ; pinyin : Rúxū Zhī Zhàn), aussi connue sous le nom de bataille de Ruxukou (chinois simplifié : 濡须口之战 ; chinois traditionnel : 濡須口之戰 ; pinyin : Rúxūkǒu Zhī Zhàn), se déroule en l'an 217, à la fin de la dynastie Han et oppose les seigneurs de guerre Cao Cao et Sun Quan. Cette bataille ne doit pas être confondue avec les deux autres affrontements entre les clans Cao et Sun qui ont eu lieu à Ruxu en 213 et 223.

## Situation avant la bataille
Deux ans plus tôt, Sun Quan avait essayé de prendre le contrôle de la forteresse de Hefei, mais cette tentative s'était soldée par un échec, à cause d'une épidémie qui avait décimé son armée, combinée à la résistance acharnée des forces de Cao Cao commandées par Zhang Liao. Depuis lors, Cao Cao prépare une contre-attaque pour vaincre Sun Quan et prend personnellement le commandement de sa marine, qu'il conduit à Ruxu pour mener une bataille décisive.
Avant que l'armée de Cao Cao arrive sur le champ de bataille, Lü Meng, le commandant en second de Sun Quan, commence déjà à renforcer les défenses du fort de Ruxu, tout en sécurisant les voies d'approvisionnements et une éventuelle voie de repli pour Sun. De son côté, Cao Cao utilise sa forteresse de Hefei comme avant-poste en y stationnant ses troupes. En outre, il ordonne à Zang Ba de mobiliser le «détachement de Qingzhou» pour qu'il participe aux combats.

## La bataille
Lorsque Cao Cao attaque le fort de Ruxu, Sun Quan envoie Ling Tong, Xu Sheng et d'autres généraux pour le contrer. Sun Guan, un des généraux de Cao, est mort au combat lors d'une des batailles de Ruxu, soit lors de celle-ci, soit lors de celle de 213, les chroniques de l'époque étant assez floues à ce sujet. À priori, il aurait été blessé par Xu Sheng lors d'une attaque contre les lignes de défense de Sun Quan et serait mort peu après avoir été ramené au camp de Cao.
Dans tous les cas, l'attaque de Cao Cao est repoussée et il finit par suspendre provisoirement les hostilités. Les combats ne se déroulant pas comme Cao l'avait prévu, il change de tactique et met en place de nombreux camps tout le long de la rivière et se prépare pour une longue guerre. Afin de renforcer son armée, il ordonne à Xiahou Dun de prendre la tête de ses « 26 armées » et de les amener de Juchao jusqu'à la ligne de front.
Pour faire face au nombre croissant de troupes de Cao Cao, Sun Quan ordonne à ses généraux de maintenir une position strictement défensive et prohibe toute sortie ou toute attaque. Cette tactique est payante, car malgré tous ses efforts, Cao n'arrive pas à briser les défenses de Ruxu. Alors que la situation s'enlise, le cours de la bataille change grâce à une ruse de Gan Ning. Durant une nuit, ce dernier réussit à pénétrer dans le camp principal de Cao Cao avec un petit groupe d'une centaine d'hommes. Profitant de l'effet de surprise, les assaillants dévastent le camp et jettent le trouble au sein de l'armée de Cao, avant de repartir sans avoir à déplorer de pertes humaines. À la suite de cette attaque, les troupes de Cao sont tellement démoralisées que ce dernier est obligé de se replier.

## Conséquences
En obligeant Cao Cao à se replier, Sun Quan réussit une fois de plus à éviter que ses territoires soient conquis par son rival; mais aucun des deux camps n'a réussi à neutraliser l'autre, ce qui annonce d'autres batailles à venir.

## Ordre de bataille
| - Sun Quan - Lü Meng - Jiang Qin - Xu Sheng - Zhou Tai - Gan Ning - Ling Tong - Zhu Ran - Xu Xiang | - Cao Cao - Xiahou Dun - Cao Ren - Zhang Liao |